# 1955 en Saskatchewan
Chronologie de la Saskatchewan
- 1951
- 1952
- 1953
- 1954
- 1955
- 1956
- 1957
- 1958
- 1959

Cette page concerne des événements d'actualité qui se sont produits durant l'année 1955 dans la province canadienne de la Saskatchewan.

## Politique
- Premier ministre : Tommy Douglas
- Chef de l'Opposition :
- Lieutenant-gouverneur : William John Patterson
- Législature :

## Naissances

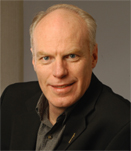
Kevin Taft

- 13 février : Kim Gerald Clackson (né à Saskatoon) est un joueur professionnel de hockey sur glace canadien.

- 26 février : Barry Dean (né à Maple Creek) est un joueur professionnel de hockey sur glace. Il est choisi lors du repêchage d'entrée dans la Ligue nationale de hockey de 1975 en tant que deuxième joueur de la séance par les Scouts de Kansas City mais également le sixième choix du repêchage amateur de l'Association mondiale de hockey par les Oilers d'Edmonton[1].

- 9 septembre : Kevin Taft (né à Saskatoon) est un homme politique albertain (canadien). Il est chef du Parti libéral de l'Alberta et chef de l'Opposition officielle à l'Assemblée législative de l'Alberta du 27 mars 2004 au 12 décembre 2008, il a démissionné en tant que chef du parti et il est remplacé par David Swann.